# Borna
Borna este un oraș din districtul Leipziger Land landul Saxonia, Germania. Este situat la cca. 30 km sud-est de Leipzig având cca. 21.000 de locuitori.

## Istorie și demografie

### Locuitori
(la data de 31 dezember)
| An   | Locuitori |
| ---- | --------- |
| 1998 | 20.598    |
| 1999 | 20.365    |
| 2000 | 20.010    |
| 2001 | 19.616    |
| 2002 | 19.240    |
| 2003 | 23.200    |

| An   | Locuitori |
| ---- | --------- |
| 2004 | 22.850    |
| 2005 | 22.428    |
| 2006 | 22.561    |
| 2007 | 21.539    |
| 2009 | 20.920    |
| 2010 | 20.680    |

## Personalități
- Martin Hayneccius (1544–1611), pedagog și poet (a scris în limba latină)
- Heinrich Friedrich Innocentius Apel, (1732–1802), jurist, primar
- Wincenty Ferdynand Lessel (cca. 1750 – după 1825), compozitor
- Gustav Friedrich Dinter (1760–1831), teolog, pedagog
- Karl Immanuel Nitzsch (1767–1868), teolog
- Eduard Feodor Gloeckner (1812–1885), jurist
- Rudolph Anton (1830–1884), jurist, politician
- Clemens Thieme (1861–1945), architect
- Karl Ryssel (1869–1939) politician
- Martha Schrag (1870–1957), pictor
- Ludwig Külz (1875–1938), medic
- Wilhelm Külz (1875–1948), politician, ministru de interne în 1926
- Otto Scheibner (1877–1961), pedagog
- Kurt Pietzsch (1884–1964), geolog
- Wolfgang Heyl (n. 1921), politician
- Horst Pehnert (n. 1932), jurnalist, funcționar comunist
- Konrad Schaller (n. 1943), jucător de fotbal
- Thomas Munkelt (n. 1952), atlet
- Michael Schweighöfer (n.1952), actor
- Katrin Keller (n. 1962), pedagog, istoric
- Maic Malchow (n. 1962), ciclist
- Barbara Bollwahn (n. 1964), scriitor, jurnalist
- Ilona Stumpe-Speer (n. 1964), scriitor
- Sven Lehmann (n. 1965), scriitor
- Jens Streifling (n. 1966), muzician
- Torsten Jülich (n. 1974), fotbalist
- Jana Hensel (n. 1976), autor, jurnalist
- Steffen Radochla (n. 1978), ciclist
- Oliver Herber (n. 1981), fotbalist
- Franziska Jünger (n. 1986), actor